# 99

## Події
- Авл Корнелій Пальма Фронтоніан стає першим консулом Римської імперії (разом з Квінтом Сосієм Сенеціоном).
- Авл Корнелій Пальма Фронтоніан стає імператорським легатом-пропретором у провінції Ближня Іспанія (до 102 року).

## Померли
- Климент І (за іншими даними — 97, 101, 102) — четвертий Папа Римський, апостол з сімдесяти.